# Alfredo Queiroz Ribeiro
Alfredo Queiroz Ribeiro - Alfredo Vaz Pinto de Queiroz Ribeiro (Beira, Moçambique, 1939 – Porto, 1974) foi um escultor, pintor e professor universitário português.
Em 1971 a 1973 foi o lugar-tenente da Ordem do Santo Sepulcro de Jerusalém em Portugal

## Vida e obra
Alfredo Vaz Pinto de Queiroz Ribeiro - que usou o nome artístico de Alfredo Queiroz Ribeiro - nasceu na cidade da Beira, Moçambique, em 18 de Julho de 1939 e faleceu no Porto em 1 de Dezembro de 1974.
Sendo principalmente escultor, também se dedicou à pintura, cerâmica, serigrafia e litografia. Distinguiu-se ainda como crítico de arte.
Entre 1959 e 1964,  frequentou a E.S.B.A.P - Escola Superior de Belas Artes do Porto, tendo-se diplomado em escultura.
Neste período, participou em exposições na Cooperativa Árvore, Centro de Arte de Évora, Novíssimos e na E.S.B.A.P. 
Em 1964 ganha o prémio de escultura "Mestre Manuel Pereira" promovido pelo Secretariado Nacional de Informação, em resultado de uma exposição individual na Galeria Divulgação, no Porto.
Em 1965 vê as suas atividades artísticas interrompidas por ter de cumprir o serviço militar obrigatório, tendo sido mobilizado para o palco da Guerra Colonial na Guiné.
Em 1969, regressado da guerra na Guiné, volta a expor, quer individualmente na Galeria Alvarez no Porto, quer coletivamente na Galeria Quadrante em Lisboa.
Em 1971 vai para Inglaterra com uma bolsa de estudo da Fundação Calouste Gulbenkian por forma a continuar os seus estudos de escultura. Estuda então em Londres, na Saint Martin's School of Art - actualmente denominada Central Saint Martins College of Arts and Design.
Posteriormente, exerce funções de leitor no Departamento de Escultura da Liverpool Polytechnic, em Liverpool.
Em 1973 regressa a Portugal. 
Em 1974 expõe individualmente na Galeria Ottolini.
Juntamente com a artista Clara Menéres e Lima de Carvalho, funda o grupo ACRE.